# Burmorthacris subaptera
Burmorthacris subaptera är en insektsart som beskrevs av Kevan, D.K.M., A. Singh och Akbar 1964. Burmorthacris subaptera ingår i släktet Burmorthacris och familjen Pyrgomorphidae. Inga underarter finns listade i Catalogue of Life.